# Теорія культурних кіл
Тео́рія культу́рних кіл — наукова теорія, один із напрямів напрямів дифузіонізму, засади якого розробив німецький історик-медієвіст і етнолог Фріц Гребнер (1877—1934)і виклав у своїй книзі «Метод етнології» (1911). Фріц Гребнер вважав, що кожне явище культури (релігійні вірування(тотемізм), лук і стріли, міфологія, пам'ятки мистецтва тощо) з'являються в історії людства лише один раз в одному місці — «культурному колі». З цього місця вони поширюються в інші регіони землі. На його думку це означає, що повторюваності культурних явищ в історії людства немає, відповідно, немає загальних закономірностей розвитку людства. Всі явища культури на думку Гребнера були суто індивідуальними і притаманними одному «культурному колу», із якого вони поширились в інші регіони. Проте є культурні явища, яким притаманні однакові, або схожі риси. Такі явища зустрічаються навіть у географічно віддалених етносах та місцевостях. Гребнер вважає, що такі явища поширюються шляхом міграційних контактів. Всі схожості та ідентичності культури, незалежно від регіону, Гребнер оголошує приналежними до одного культурного кола, такими, що походять з одного центру. Основа методу «культурних кіл» полягає у вивчені географічного поширення культур, визначення приналежності окремих елементів культури до конкретних «культурних кіл» . Всі досягнення етносів Землі на їх додержавній стадії розвитку Гребнер об'єднав у шість культурних кіл (культур), а в кожному з них виділив 20 головних складових елементів. До таких елементів він відносив предмети матеріальної культури, явища суспільного життя і духовної культури.

## Основні положення
1. всі культурні явища мають свій центр виникнення («культурне коло»), із якого поширились в інші регіони;
2. виникнення однакових культурних явищ у різних регіонах («культурних колах») є неможливим;
3. зміни в культурі відбуваються шляхом акультурації, вплив однієї культури на іншу (одного «культурного кола» на друге);
4. немає загальних закономірностей розвитку людства;
5. кожне «культурне коло» прив'язане до певного етносу.